# Prime Time (FireHouse)
Prime Time è il settimo album in studio del gruppo musicale statunitense FireHouse, pubblicato nel 2003.

## Tracce
Testi e musiche di Bill Leverty e C.J. Snare, eccetto dove indicato.
1. Prime Time – 4:34 (Foster, Leverty, Snare)
2. Crash – 4:33 (Foster, Leverty, Snare)
3. Door to Door – 5:27 (Foster, Leverty)
4. Perfect Lie – 4:30
5. Holding On – 4:06 (Leverty)
6. Body Language – 3:53
7. I'm the One – 5:24 (Leverty)
8. Take Me Away – 3:55
9. Home Tonight – 3:31 (Foster, Leverty, Snare)
10. Let Go – 4:39 (Snare)

## Formazione
- C.J. Snare – voce, tastiere
- Bill Leverty – chitarre
- Dario Seixas – basso
- Michael Foster – batteria, percussioni